# Pettendorf (Hummeltal)
Pettendorf ist ein Gemeindeteil der Gemeinde Hummeltal im Landkreis Bayreuth (Oberfranken, Bayern). Die Gemarkung Pettendorf hat eine Fläche von 3,192 km². Sie ist in 1070 Flurstücke aufgeteilt, die eine durchschnittliche Flurstücksfläche von 2982,75 m² haben. In ihr liegt neben dem namensgebenden Ort der Gemeindeteil Pettendorfermühle.

## Geografie
Das Pfarrdorf Pettendorf bildet mit Pittersdorf im Norden und Creez eine geschlossene Siedlung, die von Acker- und Grünland umgeben ist. Durch den Ort fließt in Süd-Nord-Richtung die Mistel. Der Frauenbach mündet als linker Zufluss in die Mistel. Die von Pittersdorf kommende Staatsstraße 2163 durchquert den Ort und führt weiter nach Creez. Die Kreisstraße BT 11 führt nach Gesees (2,2 km nordöstlich). Eine von der BT 11 abzweigende Gemeindeverbindungsstraße führt nach Eichenreuth (1,7 südöstlich).

## Geschichte
Gegen Ende des 18. Jahrhunderts gab es in Pettendorf mit Mühle 23 Anwesen. Die Hochgerichtsbarkeit und die Dorf- und Gemeindeherrschaft standen dem bayreuthischen Stadtvogteiamt Bayreuth zu. Grundherren waren das Hofkastenamt Bayreuth (1 Hof, 3 Halbhöfe, 1 Dreiviertelhof, 1 Siebenachtelhof, 2 Drittelhöfe, 1 Viertelhof, 2 Sechstelhöfe, 1 Gütlein, 1 Söldengut, 1 Sölde mit Zapfenschenke, 1 Sölde mit Schmiede, 1 Mühle, 1 Tropfhaus mit Backrecht, 1 Haus mit Schmiedstatt, 1 Gemeindehirtenhaus), die Verwaltung Glashütten (1 Schenkstatt, 1 Dreiviertelsölde), die Verwaltung Ramsenthal (1 Tropfgütlein) und die Hofkanzlei Bayreuth (1 Sölde).
Von 1797 bis 1810 unterstand der Ort dem Justiz- und Kammeramt Bayreuth. Nachdem im Jahr 1810 das Königreich Bayern das Fürstentum Bayreuth käuflich erworben hatte, wurde Pettendorf bayerisch. Infolge des Gemeindeedikts wurde 1812 der Steuerdistrikt Pettendorf gebildet, zu dem Bärnreuth, Creez, Eichen, Gubitzmoos, Hohenreuth, Hundshof, Lenz, Neß, Obere Culm, Pettendorfermühle, Pittersdorf, Rosengarten, Schobertsberg, Schobertsreuth, Steinmühle, Untere Culm und Voitsreuth gehörten. Zugleich entstand die Ruralgemeinde Pettendorf, zu der Pettendorfermühle gehörte. Sie war in Verwaltung und Gerichtsbarkeit dem Landgericht Bayreuth zugeordnet und in der Finanzverwaltung dem Rentamt Bayreuth (1919 in Finanzamt Bayreuth umbenannt). Ab 1862 gehörte Pettendorf zum Bezirksamt Bayreuth (1939 in Landkreis Bayreuth umbenannt). Die Gerichtsbarkeit blieb beim Landgericht Bayreuth (1879 in Amtsgericht Bayreuth umgewandelt). Die Gemeinde hatte 1964 eine Gebietsfläche von 3,197 km². Am 1. April 1971 wurde die Gemeinde Pettendorf im Zuge der Gebietsreform in Bayern in die neu gebildete Gemeinde Hummeltal eingegliedert.

### Einwohnerentwicklung
Gemeinde Pettendorf
| Jahr      | 1822  | 1840   | 1852   | 1855   | 1861   | 1867   | 1871   | 1875   | 1880   | 1885   | 1890   | 1895   | 1900   | 1905   | 1910   | 1919   | 1925   | 1933   | 1939   | 1946   | 1950   | 1952   | 1961  | 1970   |
| Einwohner | 180   | 228    | 219    | 223    | 224    | 263    | 260    | 281    | 269    | 261    | 241    | 254    | 254    | 260    | 283    | 257    | 270    | 291    | 290    | 410    | 386    | 366    | 325   | 318    |
| Häuser    | 23    |        |        |        |        |        | 32     |        |        | 36     | 37     |        | 38     |        |        |        | 42     |        |        |        | 52     |        | 68    |        |
| Quelle    | [ 8 ] | [ 13 ] | [ 13 ] | [ 13 ] | [ 14 ] | [ 15 ] | [ 16 ] | [ 17 ] | [ 18 ] | [ 19 ] | [ 20 ] | [ 13 ] | [ 21 ] | [ 13 ] | [ 22 ] | [ 13 ] | [ 23 ] | [ 13 ] | [ 13 ] | [ 13 ] | [ 24 ] | [ 13 ] | [ 9 ] | [ 25 ] |

Ort Pettendorf
| Jahr      | 001819 | 001822 | 001861 | 001871 | 001885 | 001900 | 001925 | 001950 | 001961 | 001970 | 001987 | 002022 |
| Einwohner | 158 *  | 180 *  | 217    | 252    | 255    | 246    | 264    | 382    | 320    | 311    | 628 *  | 849 *  |
| Häuser    |        | 23 *   |        |        | 35     | 37     | 41     | 51     | 67     |        | 172 *  |        |
| Quelle    | [ 26 ] | [ 8 ]  | [ 14 ] | [ 16 ] | [ 19 ] | [ 21 ] | [ 23 ] | [ 24 ] | [ 9 ]  | [ 25 ] | [ 27 ] | [ 2 ]  |

## Baudenkmäler

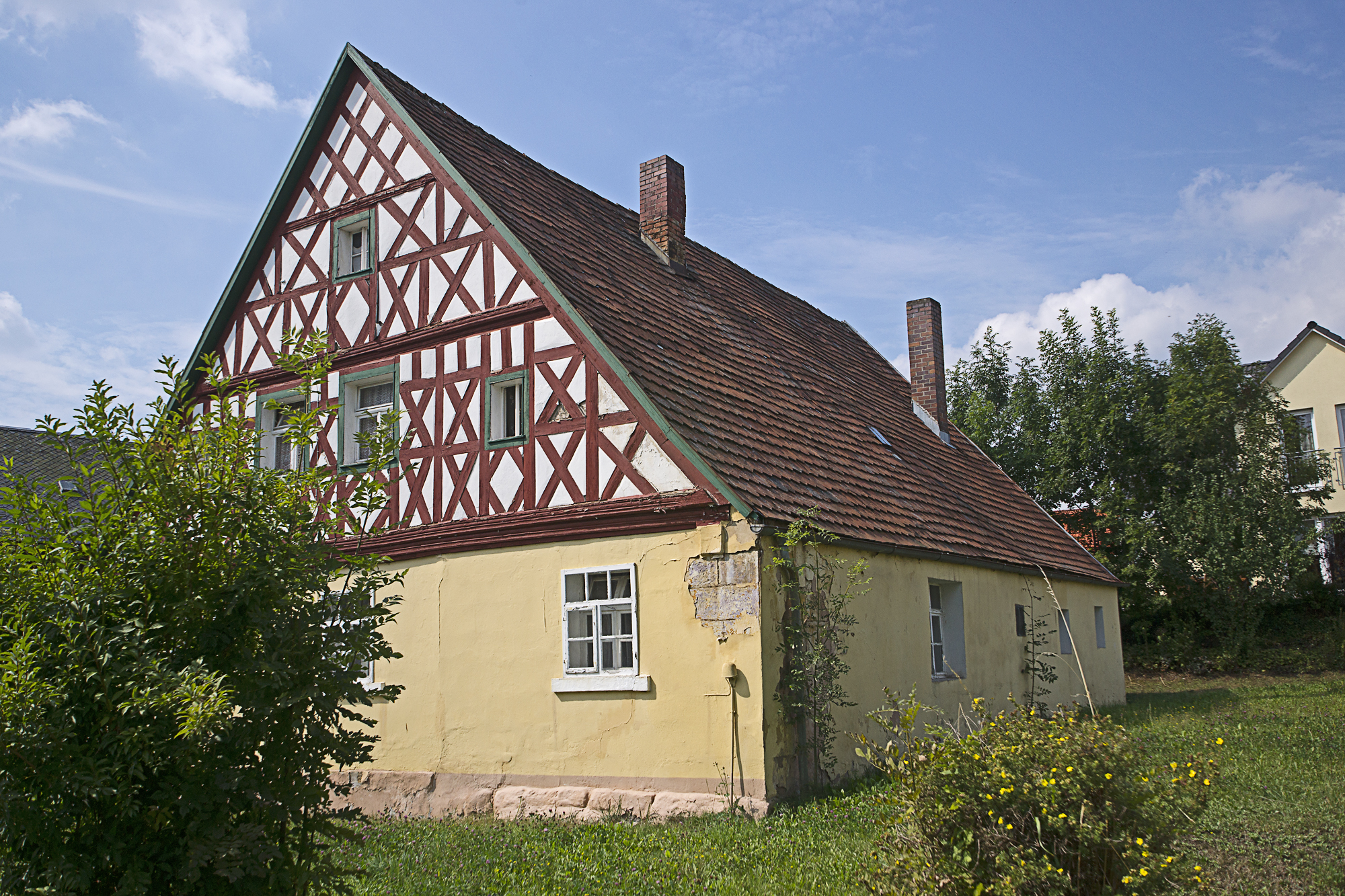
Das Fachwerkhaus vor dem Beginn des Abbruchs

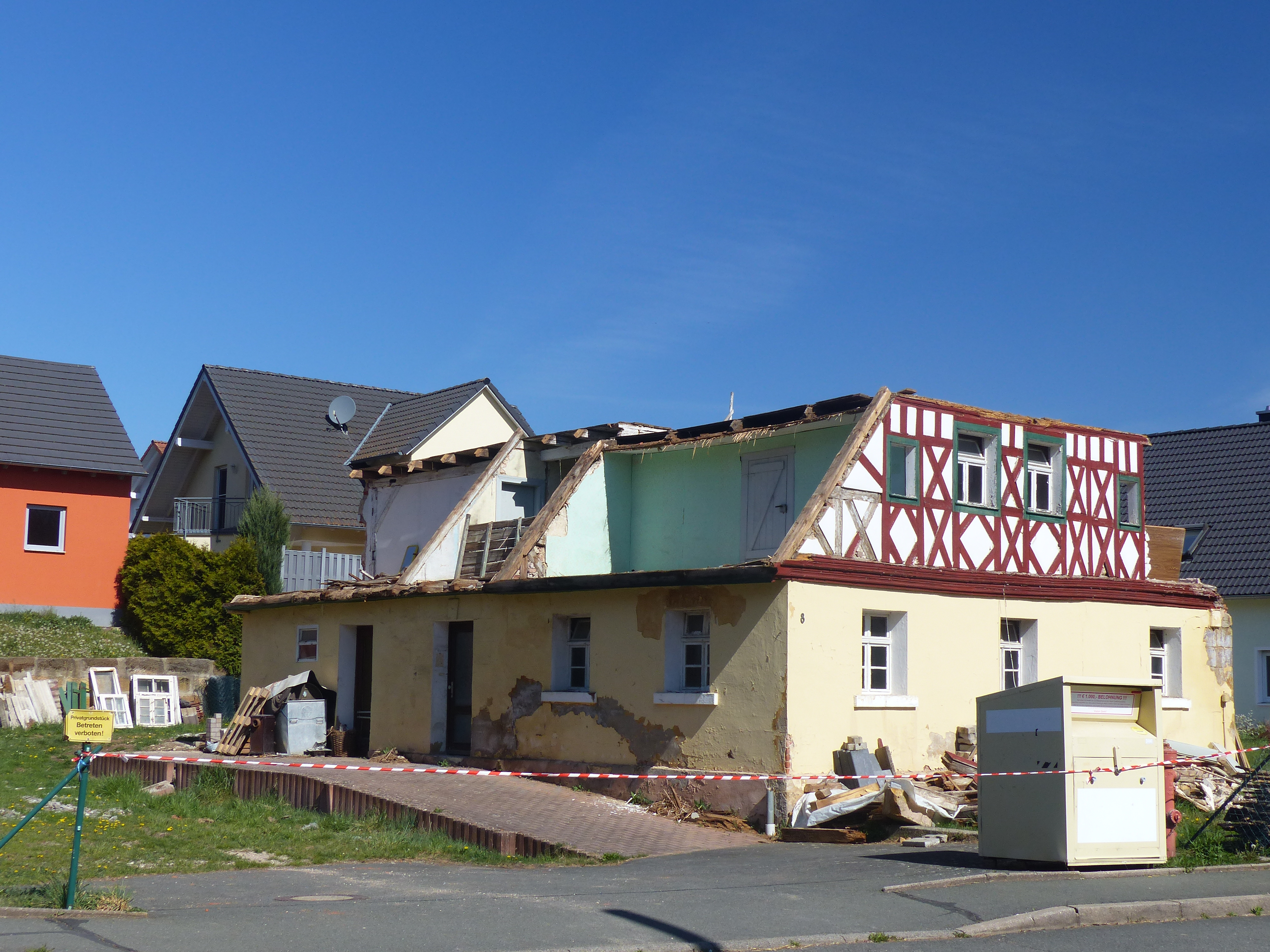
Das Fachwerkhaus während der Abbrucharbeiten

In der Ortsmitte von Pettendorf befand sich ein denkmalgeschütztes Fachwerkhaus, das im Frühjahr 2020 abgebrochen wurde.

## Religion
Pettendorf ist seit der Reformation evangelisch-lutherisch geprägt und war ursprünglich nach St. Marien (Gesees) gepfarrt. Seit der zweiten Hälfte des 20. Jahrhunderts ist die Pfarrei Friedenskirche (Hummeltal) zuständig.

## Verkehr
Der ÖPNV bedient das Dorf an einer Haltestelle der Buslinien 372 und 397 des VGN. Der nächstgelegene Bahnhof ist der Hauptbahnhof Bayreuth.